# Tom Tyler
Tom Tyler, nato Vincent Markowski (Port Henry, 9 agosto 1903 – Hamtramck, 3 maggio 1954), è stato un attore statunitense.
Tyler ebbe una lunga carriera cinematografica tra il 1923 e il 1956, interpretando 183 film, la maggior parte dei quali western, come Ombre rosse (1939) e I cavalieri del Nord Ovest (1949) di John Ford. Solo occasionalmente vestì panni "civili", mentre nella maggior parte della sua carriera apparve in film western di serie-B a basso costo e a modesto compenso, gran parte dei quali prodotti dalla Reliable Pictures dei produttori Bernard B. Ray e Harry S. Webb.

## Biografia

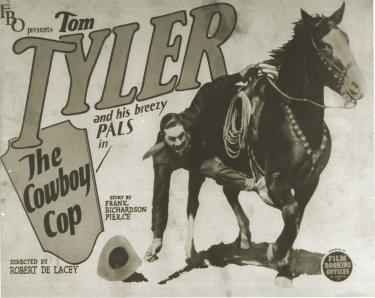
Poster

### Gli inizi e il successo
Di origine polacca, Tyler iniziò a lavorare giovanissimo nel cinema muto, interpretando il ruolo del cow-boy in svariati film. La sua popolarità fu notevole e, con l'avvento del cinema sonoro, crebbe maggiormente facendolo divenire - accanto a George O'Brien, Harry Carey, Jack Holt, William Boyd, Fred Scott, Joel McCrea, Fred MacMurray, Ken Maynard, Roy Rogers, Gene Autry, Randolph Scott e altri ancora - un'autentica star del genere western. Spesso nei suoi film - Galloping Thru (1931), War of the Range (1933), Terror of the Plains 1934), Trigger Tom (1935), o come nella saga che ha come protagonista Tom Wade - il suo nome d'arte Tom era anche quello dei personaggi che interpretava, stabilendo così una singolare simbiosi tra l'attore e il protagonista nel tentativo di emulare il mito di Tom Mix. Come Tom Mix, che comparve assieme al suo fedele cavallo Tony, Tyler ebbe in Baron un compagno di scena fisso che lo affiancherà per tutta la sua carriera da protagonista. Un'altra presenza ricorrente in diversi film di Tyler fu il vecchietto Fuzzy, interpretato da Al St. John.

### Il declino
Sul finire degli anni trenta la stella di Tyler cominciò a declinare ma, nel 1939, John Ford affidò all'attore un ruolo chiave nel film che segnerà lo spartiacque fra i western di cui Tyler era stato protagonista e il nuovo western che si affermerà nel dopoguerra; in Ombre rosse Tyler fu Luke Plummer, l'antagonista di John Wayne.
Seguirono numerose partecipazioni marginali in film importanti, tra i quali Via col vento (1939), Furore (1940) e L'uomo del West (1940), quest'ultimo accanto a Gary Cooper e Walter Brennan. Nel 1940 interpretò per l'Universal il ruolo di Kharis in The Mummy's Hand di Christy Cabanne, remake de La mummia (1932), in cui sfruttò una vaga rassomiglianza con Boris Karloff.

## Serial e fumetti
Nel 1941 tornò al grande successo interpretando per la Republic il ruolo di Capitan Marvel nel serial Le avventure di Capitan Marvel, ovvero la prima trasposizione televisiva delle avventure del famoso supereroe reso celebre dall'omonimo fumetto. Rilanciato dal ruolo di Capitan Marvel, interpretò per il cinema la parte di un altro supereroe - L'uomo mascherato - in The Phantom, basato sui fumetti d'avventura di Lee Falk. Gran parte del successo del serial fu attribuibile proprio alla partecipazione di Tyler. L'uomo mascherato fu il suo ultimo ruolo da protagonista per lo schermo. La Columbia Pictures, per anni, ebbe l'intenzione di farne un sequel, ma nel 1955 Tyler morì e lo studio perse i diritti cinematografici della storia. Il soggetto venne frettolosamente riscritto per un serial di 15 episodi, Adventures of Captain Africa, Mighty Jungle Avenger!, con John Hart.

## La morte prematura
Negli ultimi anni, Tyler lavorò ancora nel cinema anche se, affetto da artrite reumatoide, fu costretto a ripiegare su ruoli sempre più secondari, come il caporale Mike Quayne ne I cavalieri del Nord Ovest (1949), sempre di Ford. Tornò a vivere vicino a Detroit insieme alla sorella. Costretto dalle precarie condizioni economiche, che lo portarono a sfiorare l'indigenza, ad accettare ogni ruolo in qualsiasi film, morì di infarto all'età di 50 anni.

## Filmografia parziale

### Cinema
- Cavalli indomiti (Wild Horse Mesa), regia di George B. Seitz (1925)
- Galloping Thru, regia di Lloyd Nosler (1931)
- Partners of the Trail, regia di Wallace Fox (1931)
- The Man from New Mexico, regia di J.P. McGowan (1932)
- War of the Range, regia di J.P. McGowan (1933)
- Terror of the Plains, regia di Harry S. Webb (1934)
- Trigger Tom, regia di Harry S. Webb (1935)
- The Last Outlaw, regia di Christy Cabanne (1936)
- Fast Bullets, regia di Harry S. Webb (1936)
- Cheyenne Rides Again, regia di Robert F. Hill (1937)
- The Feud of the Trail, regia di Robert F. Hill (1937)
- Mystery Range, regia di Robert F. Hill (1937)
- Brothers of the West, regia di Sam Katzman (1937)
- Lost Ranch, regia di Sam Katzman (1937)
- Ombre rosse (Stagecoach), regia di John Ford (1939)
- Via col vento (Gone with the Wind), regia di Victor Fleming (1939)
- L'uomo del West (The Westerner), regia di William Wyler (1940)
- The Mummy's Hand, regia di Christy Cabanne (1940)
- Un evaso ha bussato alla porta (The Talk of the Town), regia di George Stevens (1942)
- La valle degli uomini rossi (Valley of the Sun), regia di George Marshall (1942)
- The Phantom, regia di B. Reeves Eason (1943)
- Duello a San Antonio (San Antonio), regia di David Butler (1945)
- I tre moschettieri (The Three Musketeers), regia di George Sidney (1948)
- Sangue sulla luna/Vento di terre selvagge (Blood on the Moon), regia di Robert Wise (1948)
- Ho ucciso Jess il bandito (I Shot Jesse James), regia di Samuel Fuller (1949)
- I cavalieri del Nord Ovest (She Wore a Yellow Ribbon), regia di John Ford (1949)
- Uomini alla ventura (What Price Glory?), regia di John Ford (1952)

### Televisione
- Le inchieste di Boston Blackie (Boston Blackie) – serie TV, 2 episodi (1951)

## Doppiatori italiani
- Giorgio Capecchi in Ombre rosse, Un evaso ha bussato alla porta
- Alberto Sordi in Sangue sulla luna